# Ablancourt
Ablancourt è un comune francese di 158 abitanti situato nel dipartimento della Marna nella regione del Grand Est.

## Società

### Evoluzione demografica
Abitanti censiti